# Harald Konopka
Harald Konopka (Düren, 18 de novembro de 1952) é um ex-futebolista alemão que atuava como defensor.

## Carreira
Harald Konopka fez parte do elenco campeão da Seleção Alemã de Futebol, na Copa do Mundo de 1978. 